# Ergänzungsbilanz
Ergänzungsbilanzen enthalten gesellschafterspezifische Korrekturposten zu dem gesamthänderisch gebundenen Vermögen und gewährleisten damit eine zutreffende Erfassung des jeweiligen Beteiligungsanteils der einzelnen Mitunternehmer für steuerliche Zwecke.
Größte wirtschaftliche und praktische Bedeutung kommt der Aufstellung der Ergänzungsbilanzen im Falle eines Gesellschafterwechsels zu. Dieser Vorgang hat lediglich für den erwerbenden und den veräußernden Gesellschafter steuerliche Konsequenzen, nicht für die Mitunternehmerschaft selbst. In der Gesellschaftsbilanz wird das Vermögen regelmäßig mit den bisherigen Buchwerten fortgeführt; dabei übernimmt der Erwerber das (nominelle) Kapitalkonto des Veräußerers. Nur sofern ausnahmsweise der Buchwert des erworbenen Gesellschaftsanteils dem Kaufpreis entspricht, wird die Beteiligung des neu eingetretenen Gesellschafters am Gesamthandsvermögen entsprechend abgebildet.
Typischerweise übersteigt jedoch der Kaufpreis den Buchwert (Goodwill). Folglich sind dem neu eingetretenen Gesellschafter die einzelnen Posten des Gesellschaftsvermögens mit anderen als den buchmäßigen Werten zuzurechnen. Dementsprechend wird der bezahlte Mehrpreis in der Ergänzungsbilanz auf der Passivseite als Mehrkapital ausgewiesen. Auf der Aktivseite ist dieser Betrag auf die einzelnen, stille Reserven enthaltenden Wirtschaftsgüter aufzuteilen. Ergänzungsbilanzen selbst enthalten also keine Wirtschaftsgüter; lediglich Wertkorrekturen zum gesamthänderisch gebundenen Vermögen. 
Ergänzungsbilanzen sind in den Folgejahren fortzuführen. Die hieraus resultierenden Ergebnisse werden in Ergänzungs-Gewinn- und Verlustrechnungen erfasst. Hierdurch wird der auf den einzelnen Gesellschafter entfallende Anteil am Gesamthandsergebnis korrigiert.
Je Gesellschafter wird bei der Gewinnermittlung das Resultat der Ergänzungsbilanz mit dem Anteil am steuerlichen Gesamthandsergebnis zusammengefasst zum Ergebnis aus dem Gesamthandsbereich.